# Ben Foster (voetballer)
Ben Anthony Foster (Leamington Spa, 3 april 1983) is een Engels voormalig voetballer die als doelman speelde. Hij kwam sinds 2023 uit voor Wrexham. Foster debuteerde in 2007 in het Engels voetbalelftal.

## Clubcarrière
Foster tekende in mei 2010 een driejarig contract bij Birmingham City, dat voor een niet bekendgemaakt bedrag zijn tot 2013 lopende verbintenis bij Manchester United afkocht. Het was Fosters tiende club sinds hij in 2000 debuteerde in het seniorenvoetbal bij Racing Club Warwick. Daarna speelde hij op huurbasis voor verscheidene clubs, maar kwam hij bij zijn eigenlijke werkgevers Stoke City en Manchester United zelden tot nooit aan spelen toe. Bij Manchester United was hij derde doelman achter Edwin van der Sar en Tomasz Kuszczak.
Na de degradatie van West Bromwich Albion in het seizoen 2017/18 verkaste Foster naar Watford, waar hij de concurrentie aanging met oud-PSV'er Heurelho Gomes. De op dat moment 35-jarige doelman tekende voor twee jaar met een optie voor nog een jaar. Medio 2021 promoveerde hij met Watford van de Championship naar de Premier League, maar degradeerde alweer het jaar daarop. Ondanks een aanbieding van Newcastle United stopte hij met voetballen medio 2022. Finaal staan er 570 wedstrijden in de Premier League staan op zijn teller.
In maart 2023 keerde Foster op 39-jarige leeftijd terug uit voetbalpensioen. Hij ging spelen voor het Welshe Wrexham in de vijfde klasse ter vervanging van hun langdurig geblesseerde eerste doelman Rob Lainton. Op 10 april 2023 stopte Foster in de 97ste minuut een penalty in de met 3-2 gewonnen wedstrijd tegen Notts County. Beide ploegen waren nog in de running voor promotie naar de vierde divisie. Enkele weken later werd Wrexham kampioen waardoor de club na 15 jaar naar de EFL League Two promoveerde.

## Interlandcarrière
Op 7 februari 2007 debuteerde Foster tegen Spanje in het Engels voetbalelftal met een 1–0 nederlaag. In 2014 maakt hij deel hij van de WK selectie. De doelman haalde acht caps voor Engeland.
| Interlands van Ben Foster Engeland     | Interlands van Ben Foster Engeland  | Interlands van Ben Foster Engeland  | Interlands van Ben Foster Engeland  | Interlands van Ben Foster Engeland  | Interlands van Ben Foster Engeland  |
| No.                                    | Datum                               | Wedstrijd                           | Uitslag                             | Soort Wedstrijd                     | Doelpunten                          |
| Als speler bij Manchester United FC    | Als speler bij Manchester United FC | Als speler bij Manchester United FC | Als speler bij Manchester United FC | Als speler bij Manchester United FC | Als speler bij Manchester United FC |
| -------------------------------------- | ----------------------------------- | ----------------------------------- | ----------------------------------- | ----------------------------------- | ----------------------------------- |
| 1.                                     | 7 februari 2007                     | Engeland – Spanje                   | 0 – 1                               | Vriendschappelijk                   | 0                                   |
| 2.                                     | 28 maart 2009                       | Engeland – Slowakije                | 4 – 0                               | Vriendschappelijk                   | 0                                   |
| 3.                                     | 14 oktober 2009                     | Engeland – Wit-Rusland              | 3 – 0                               | WK Kwalificatie 2010                | 0                                   |
| 4.                                     | 14 november 2009                    | Brazilië – Engeland                 | 1 – 0                               | Vriendschappelijk                   | 0                                   |
| Als speler bij Birmingham City FC      |                                     |                                     |                                     |                                     |                                     |
| 5.                                     | 17 november 2010                    | Engeland – Frankrijk                | 1 – 2                               | Vriendschappelijk                   | 0                                   |
| Als speler bij West Bromwich Albion FC |                                     |                                     |                                     |                                     |                                     |
| 6.                                     | 29 mei 2013                         | Engeland – Ierland                  | 1 – 1                               | Vriendschappelijk                   | 0                                   |
| 7.                                     | 4 juni 2014                         | Ecuador – Engeland                  | 2 – 2                               | Vriendschappelijk                   | 0                                   |
| 8.                                     | 24 juni 2014                        | Costa Rica – Engeland               | 0 – 0                               | WK 2014                             | 0                                   |
| Totaal                                 | Totaal                              | Totaal                              | Totaal                              | Totaal                              | 0                                   |

## Erelijst
| Competitie             |         |                  |         |         |
| Competitie             | Aantal  | Jaren            |         |         |
| Wrexham                | Wrexham | Wrexham          | Wrexham | Wrexham |
| ---------------------- | ------- | ---------------- | ------- | ------- |
| Football League Trophy | 1x      | 2004/05          |         |         |
| National League        | 1x      | 2022/23          |         |         |
| Manchester United      |         |                  |         |         |
| League Cup             | 2x      | 2008/09, 2009/10 |         |         |
| Birmingham City        |         |                  |         |         |
| League Cup             | 1x      | 2010/11          |         |         |

## Trivia
- Anno 2023 heeft Foster 1,32 miljoen volgers op zijn YouTube kanaal "The Cycling GK", waarop hij initieel zijn passie voor wielrennen deelde. Later plaatste hij compilatiefilmpjes met beelden vanuit zijn doel tijdens wedstrijden en met beelden van binnen de wandelgangen van het team. De filmpjes maakten hem op sociale media zeer populair.